# 브와디스와프 주무다
브와디스와프 안토니 주무다(폴란드어: Władysław Antoni Żmuda [vwaˈdɨswav ˈʐmuda][*], 1954년 6월 6일, 루블린 주 루블린 ~)는 폴란드의 전직 프로 축구 선수로, 현역 시절 실롱스크 브로츠와프, 비제프 우치, 엘라스 베로나, 뉴욕 코스모스, 그리고 크레모네세에서 수비수로 활약했다. 그는 폴란드 국가대표팀 경기에 91번 출전했고, 4차례 월드컵에 참가했다.

## 클럽 경력
주무다는 루블린 출신이다. 그는 모토르 루블린에서 축구를 시작해 유소년 무대부터 1군까지 6년 동안 몸담다가 1972년에 기량이 만개하여 폴란드 수도를 연고로 하는 그바르디아 바르샤바로 이적했다. 19세의 주무다는 그바르디아의 1973-74 시즌 UEFA컵 선전에 큰 공을 세웠는데, 나중에 우승을 차지하는 페예노르트에 석패했다. 주무다는 이후 실롱스크 브로츠와프와 비제프 우치를 거치며 폴란드 무대에서 활약을 이어나갔고, 이후 1982년에 폴란드 정부의 승인으로 이탈리아의 엘라스 베로나로 이적했다. 베로나에서 부상으로 허덕이던 주무다는 잠시 뉴욕 코스모스에서 활약하다가 크레모네세에 입단해 이탈리아 무대로 복귀했고, 3년 중 2년을 세리에 B에서 보냈다. 주무다는 1987년에 현역에서 은퇴했다.

## 국가대표팀 경력

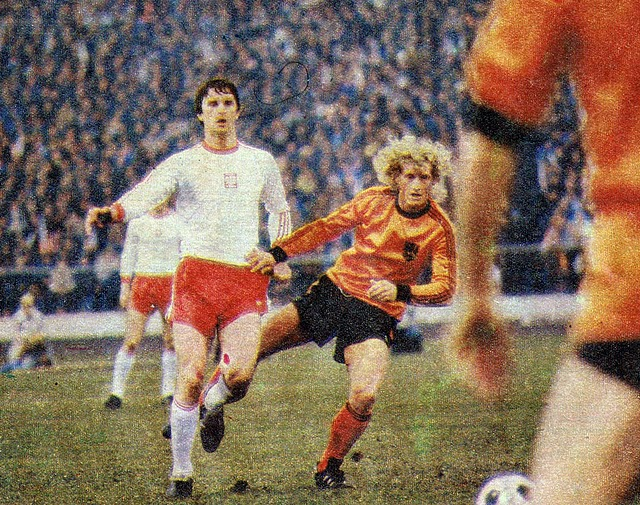
1979년, 네덜란드와의 경기에 출전한 폴란드 국가대표팀의 주무다(좌측)

주무다는 폴란드 국가대표팀 경기에 91번 출전해 2골을 기록했다.
그는 4번의 월드컵에 참가했는데, 그가 출전한 첫 대회인 1974년 대회에서 3위에 입상했다. 그는 대회 최우수 신인 선수로 선정되기도 했다.
그는 월드컵 본선 21번의 경기에 출전했는데, 우베 젤러와 디에고 마라도나와 함께 최다 경기 출전 공동 6위에 올라 있고, 그보다 많은 경기에 출전한 선수로는 리오넬 메시, 로타어 마테우스, 미로슬라프 클로제, 파올로 말디니, 그리고 크리스티아누 호날두밖에 없다. 그는 1974년, 1978년, 1982년, 그리고 1986년 대회 총 4번을 참가해 리오넬 메시, 크리스티아노 호날두, 안토니오 카르바할, 로타어 마테우스, 라파엘 마르케스, 그리고 안드레스 과르다도에 이어 공동 최다 7위로 많은 대회에 참가해 펠레, 디에고 마라도나, 그리고 잔니 리베라 등과 어깨를 나란히 했다.
그는 1976년 하계 올림픽에 폴란드 선수단 일원으로 참가해 은메달을 목에 걸기도 했다.

### 국가대표팀 통계
| 국가대표팀 | 연도 | 출장 | 골 |
| ---------- | ---- | ---- | -- |
| 폴란드     | 1973 | 1    | 0  |
| 폴란드     | 1974 | 9    | 0  |
| 폴란드     | 1975 | 10   | 0  |
| 폴란드     | 1976 | 9    | 0  |
| 폴란드     | 1977 | 11   | 0  |
| 폴란드     | 1978 | 12   | 1  |
| 폴란드     | 1979 | 4    | 0  |
| 폴란드     | 1980 | 9    | 0  |
| 폴란드     | 1981 | 7    | 0  |
| 폴란드     | 1982 | 7    | 0  |
| 폴란드     | 1983 | 0    | 0  |
| 폴란드     | 1984 | 7    | 0  |
| 폴란드     | 1985 | 4    | 1  |
| 폴란드     | 1986 | 1    | 0  |
| 합계       | 합계 | 91   | 2  |

## 수상
실롱스크 브로츠와프
- 엑스트라클라사: 1976-77
- 푸하르 폴스키: 1975–76

비제프 우치
- 엑스트라클라사: 1980–81, 1981–82

폴란드
- 하계 올림픽 은메달: 1976
- 월드컵 3위: 1974, 1982

개인
- 월드컵 최우수 신인 선수: 1974

## 참고
1. ↑  "브와디스와프"(Władysław)는 단독으로 폴란드어:  [vwaˈdɨswaf][*]로 발음.